# Субботин, Фёдор Евстафьевич
Фёдор Евста́фьевич Суббо́тин (1 сентября 1913, Астрахань — 12 октября 1987, Астрахань) — советский прозаик, поэт и журналист, член Союза писателей СССР.

## Биография
Фёдор Субботин родился в Астрахани, однако провёл значительную часть детства и молодости в селе Ленино (ранее — Тюменевка) в Енотаевском районе Астраханской области. В 1928 году закончил семилетнюю школу в Енотаевке и переехал в Москву, где прошёл обучение в высшей газетной школе при издании «Крестьянская газета», в котором затем работал. Из Москвы был призван на фронт, участвовал в Великой Отечественной войне. После войны вернулся в родные места, с 1946 по 1965 год работал в местной газете «Волга». В 1965 году вступил в Союз писателей СССР.
В 1950 году опубликовал первую книгу — сборник стихов «Волжская весна». Позднее писал преимущественно прозаические произведения, посвящённые жизни простых людей в приволжском селе.

## Память
В Астрахани на площади Шаумяна, дом 13, со стороны улицы Бурова установлена мемориальная доска: «В этом доме с 1987 года жил и работал писателем Субботин Федор Евстафьевич».

## Сочинения
- Волжская весна, 1950.
- Земляки, 1953.
- Крутой подъём, 1955.
- Холодные зори, 1958.
- Любовь зовёт, 1962.
- Облава, 1967.
- Вербы, 1979.
- Белые журавли, 1984.